# Liste des gouverneurs du Brésil colonial
Le titre de gouverneur du Brésil fut créé en 1549 par le roi Jean III de Portugal en faveur de Tomé de Sousa. Celui de vice-roi fut institué pour la première fois en 1640 par Philippe IV d'Espagne, en faveur de Jorge de Mascarenhas.
| Titulaire                                                                         | Charge | Début du mandat  | Fin du mandat    |
| --------------------------------------------------------------------------------- | --- | ---------------- | ---------------- |
| Tomé de Sousa                                                                     | gouverneur | 1549             | 1553             |
| Duarte da Costa                                                                   | gouverneur | 1553             | 1558             |
| Mem de Sá                                                                         | gouverneur | 1558             | 1572             |
|                                                                                   | De 1572 à 1578, le territoire est divisé en deux entités, une au nord, dirigée depuis Salvador et une au sud, sous l'autorité de Rio de Janeiro           |                  |                  |
| Luís Brito e Almeida                                                              | gouverneur à Salvador | 1572             | 1578             |
| António Salema                                                                    | gouverneur à Rio de Janeiro | 1574             | 1577             |
|                                                                                   | En 1578, les deux gouvernementsPedro sont réunifiés à Salvador                                                                                            |                  |                  |
| Lourenço da Veiga                                                                 | gouverneur-général | 1578             | 1581             |
| Cosme Rangel de Macedo António Barreiros                                          | junte de gouvernement | 1581             | 1582             |
| Manuel Teles Barreto                                                              | gouverneur-général | 1582             | 1587             |
| António Barreiros Cristóvão de Barros António Coelho de Aguiar                    | junte de gouvernement | 1587             | 1592             |
| Francisco de Sousa                                                                | gouverneur-général | 1592             | 1602             |
| Diogo Botelho                                                                     | gouverneur-général | 1602             | 1607             |
|                                                                                   | De 1608 à 1612, le territoire à nouveau est divisé en deux entités, une au nord, dirigée depuis Salvador et une au sud, sous l'autorité de Rio de Janeiro |                  |                  |
| Diogo de Meneses e Sequeira                                                       | gouverneur-général à Salvador | 1608             | 1612             |
| Francisco de Sousa                                                                | gouverneur-général à Rio de Janeiro | 1609             | 1611             |
|                                                                                   | En 1612, les deux gouvernements sont réunifiés à Salvador                                                                                                 |                  |                  |
| Gaspar de Sousa                                                                   | gouverneur-général | 1613             | 1617             |
| Luís de Sousa, comte do Prado                                                     | gouverneur-général | 1617             | 1621             |
| Diogo de Mendonça Furtado                                                         | gouverneur-général | 1621             | 1624             |
| Marcos Tejeira Antón de Mesquita Oliveira                                         | junte de gouvernement | 1624             | 1625             |
| Francisco de Moura Rolim                                                          | gouverneur-général | 1625             | 1626             |
| Diogo Luís de Oliveira                                                            | gouverneur-général | 1626             | 1635             |
| Pedro da Silva, comte de São Lourenço                                             | gouverneur-général | 1635             | 1639             |
| Fernando de Mascarenhas, comte da Torre                                           | gouverneur-général | 1639             | 1640             |
| Vasco de Mascarenhas, comte de Óbidos                                             | gouverneur-général | 1640             | 1640             |
| Jorge de Mascarenhas, marquis de Montalvão                                        | vice-roi | 26 mai 1640      | 16 avril 1641    |
| Pedro da Silva Luís Barbalho Bezerra Lourenço de Brito                            | junte de gouvernement | 1641             | 1642             |
| António Teles da Silva                                                            | gouverneur-général | 1642             | 1647             |
| António Teles de Meneses, comte de Vila Pouca de Aguiar                           | gouverneur-général | 1647             | 1650             |
| João Rodrigues de Vasconcelos e Sousa, comte de Castelo Melhor                    | gouverneur-général | 1650             | 1654             |
| Jerónimo de Ataíde, comte de Atouguia                                             | gouverneur-général | 1654             | 1657             |
| Francisco Barreto de Meneses                                                      | gouverneur-général | 1657             | 1663             |
| Vasco de Mascarenhas, comte de Óbidos                                             | vice-roi | 21 juillet 1663  | 13 juin 1667     |
| Alexandre de Sousa Freire                                                         | gouverneur-général | 1667             | 1671             |
| Afonso Furtado de Castro do Rio de Mendonça, vicomte de Barbacena                 | gouverneur-général | 1671             | 1675             |
| Agostinho de Azevedo Monteiro Álvaro de Azevedo António Guedes                    | junte de gouvernement provisoire | 1675             | 1676             |
| Roque da Costa Barreto                                                            | gouverneur-général | 1677             | 1682             |
| António de Sousa Meneses                                                          | gouverneur-général | 1682             | 1684             |
| António Luís de Sousa Telo de Meneses, marquis das Minas                          | gouverneur-général | 1684             | 1687             |
| Matias da Cunha                                                                   | gouverneur-général | 1687             | 1688             |
| Manuel da Ressureição (président de la junte)                                     | junte de gouvernement | 1688             | 1690             |
| António Luís Coutinho da Câmara                                                   | gouverneur-général | 1690             | 1694             |
| João de Lencastre                                                                 | gouverneur-général | 22 mai 1694      | 3 juillet 1702   |
| Rodrigo da Costa                                                                  | gouverneur-général | 3 juillet 1702   | 8 septembre 1705 |
| Luís César de Meneses                                                             | gouverneur-général | 8 septembre 1705 | 3 mai 1710       |
| Lourenço de Almada                                                                | gouverneur-général | 3 mai 1710       | 14 octobre 1711  |
| Pedro de Vasconcelos e Sousa                                                      | gouverneur-général | 14 octobre 1711  | 14 octobre 1714  |
| Pedro Antônio de Noronha, marquis de Angeja                                       | vice-roi | 14 octobre 1714  | 11 juin 1718     |
| Sancho de Faro e Sousa, comte de Vimieiro                                         | gouverneur-général | 21 août 1718     | 13 octobre 1719  |
| Sebastião Monteiro de Vide Caetano de Brito e Figueiredo João de Araújo e Azevedo | junte de gouvernement provisoire | 14 octobre 1719  | 23 novembre 1720 |
| Vasco Fernandes César de Meneses, comte de Sabugosa                               | vice-roi | 23 novembre 1720 | 11 mai 1735      |
| André de Melo e Castro, comte das Galveias                                        | vice-roi | 11 mai 1735      | 17 décembre 1749 |
| Luís Pedro Peregrino de Carvalho e Ataíde, comte de Atouguia                      | vice-roi | 17 décembre 1749 | 17 août 1754     |
| José Botelho de Barros Manuel António da Cunha Souto Maior Lourenço Monteiro      | junte de gouvernement provisoire | 17 août 1754     | 23 décembre 1755 |
| Marcos José de Noronha e Brito, comte dos Arcos                                   | vice-roi | 23 décembre 1755 | 9 janvier 1760   |
| Antônio de Almeida Soares Portugal, marquis do Lavradio                           | vice-roi | 9 janvier 1760   | 4 juillet 1760   |
| Tomás Rubi de Barros Barreto José Carvalho de Andrada Barros e Alvim              | junte de gouvernement provisoire | 4 juillet 1760   | 27 juin 1763     |
|                                                                                   | En 1763, la capitale est transférée de Salvador à Rio de Janeiro                                                                                          |                  |                  |
| Antônio Álvares da Cunha, comte da Cunha                                          | vice-roi | 27 juin 1763     | 31 août 1767     |
| Antônio Rolim de Moura Tavares, comte de Azambuja                                 | vice-roi | 17 novembre 1767 | 4 novembre 1769  |
| Luís de Almeida Silva Mascarenhas, marquis do Lavradio et comte de Avintes        | vice-roi | 4 novembre 1769  | 30 avril 1778    |
| Luís de Vasconcelos e Sousa, comte de Figueiró                                    | vice-roi | 30 avril 1778    | 9 mai 1790       |
| José Luís de Castro, comte de Resende                                             | vice-roi | 9 mai 1790       | 14 octobre 1801  |
| Fernando José de Portugal e Castro, marquis de Aguiar                             | vice-roi | 14 octobre 1801  | 14 octobre 1806  |
| Marcos de Noronha e Brito, comte dos Arcos                                        | vice-roi | 14 octobre 1806  | 22 janvier 1808  |